# Lech Morawski (fotograf)
Lech Morawski (ur. 1939 w Poznaniu, zm. 1995) – polski artysta fotograf. Członek Okręgu Wielkopolskiego Związku Polskich Artystów Fotografików. Członek Zarządu Poznańskiego Towarzystwa Fotograficznego.

## Życiorys
Lech Morawski związany z wielkopolskim środowiskiem fotograficznym, mieszkał i pracował w Poznaniu – fotografował od 1965 roku, kiedy po raz pierwszy został uczestnikiem regionalnego konkursu fotograficznego Obiektywem po drogach. Miejsce szczególne w jego twórczości zajmowała fotografia pejzażowa, fotografia portretowa oraz fotografia aktu. Był aktywnym uczestnikiem działań artystycznych na niwie fotografii – uczestniczył w wielu plenerach fotograficznych, prowadził liczne kursy, spotkania autorskie, warsztaty fotograficzne, uczestniczył w pracach jury w wielu konkursach fotograficznych – m.in. w latach 1986–1990 prowadził grupę Foto 86 w Gnieźnie.
W 1966 roku został członkiem Poznańskiego Towarzystwa Fotograficznego, w którego pracach uczestniczył aktywnie do zakończenia, zawieszenia działalności PTF, w 1995 roku. W zarządzie PTF pełnił funkcje członka Zarządu, dyrektora biura oraz wiceprezesa do spraw artystycznych. Lech Morawski był autorem i współautorem wielu wystaw fotograficznych; indywidualnych i zbiorowych; krajowych i międzynarodowych (ok. 250 wystaw zbiorowych w Polsce i za granicą) oraz poplenerowych. Jego fotografie były prezentowane na wielu wystawach pokonkursowych, na których otrzymywały wiele akceptacji, nagród, wyróżnień, dyplomów i listów gratulacyjnych. 
W 1983 roku został przyjęty w poczet członków Okręgu Wielkopolskiego Związku Polskich Artystów Fotografików (legitymacja nr 580), w którym pełnił funkcję członka Komisji Kwalifikacyjnej Okręgu Wielkopolskiego ZPAF.

## Odznaczenia
- Odznaka „Zasłużony Działacz Kultury”
- Odznaka Honorowa Miasta Poznania
- Medal im. Tadeusza Cypriana
- Medal 60-lecia Poznańskiego Towarzystwa Fotograficznego
- Medal 150-lecia Fotografii (1989)

Źródło

## Wybrane wystawy indywidualne
- Bydgoszcz 1975
- Kalisz 1975
- Leszno 1976
- Grudziądz 1976
- Kraków 1977
- Poznań 1977
- Nowa Huta 1981
- Bydgoszcz 1982
- Świdnica 1984
- Szczecin 1985
- Toruń 1985
- Legnica 1986
- Olsztyn 1986
- Ostrów Wielkopolski 1986
- Poznań 1986
- Piła 1987
- Łódź 1988
- Wałbrzych 1988
- Śrem 1990
- Żary 1991
- Poznań 1997

Źródło